# Непрадя (комуна)
Непрадя (рум. Năpradea) — комуна у повіті Селаж в Румунії. До складу комуни входять такі села (дані про населення за 2002 рік):
- Ведуреле (251 особа)
- Кеуд (1014 осіб)
- Непрадя (871 особа) — адміністративний центр комуни
- Сомеш-Гуруслеу (485 осіб)
- Траніш (405 осіб)

Комуна розташована на відстані 390 км на північний захід від Бухареста, 28 км на північний схід від Залеу, 68 км на північ від Клуж-Напоки.

## Населення
За даними перепису населення 2002 року у комуні проживали 3026 осіб.
Національний склад населення комуни:
| Національність | Кількість осіб | Відсоток |
| -------------- | -------------- | -------- |
| румуни         | 2845           | 94,0%    |
| цигани         | 170            | 5,6%     |
| угорці         | 11             | 0,4%     |

Рідною мовою назвали:
| Мова      | Кількість осіб | Відсоток |
| --------- | -------------- | -------- |
| румунська | 3015           | 99,6%    |
| угорська  | 7              | 0,2%     |
| циганська | 4              | 0,1%     |

Склад населення комуни за віросповіданням:
| Релігія            | Кількість осіб | Відсоток |
| ------------------ | -------------- | -------- |
| православні        | 2637           | 87,1%    |
| п'ятдесятники      | 276            | 9,1%     |
| греко-католики     | 65             | 2,1%     |
| баптисти           | 28             | 0,9%     |
| реформати          | 5              | 0,2%     |
| римо-католики      | 1              | < 0,1%   |
| не вказали релігію | 1              | < 0,1%   |